# COSMIC (ambiente desktop)
COSMIC, acronimo di Computer Operating System Main Interface Components, è un ambiente desktop open source per Linux e altri sistemi di tipo Unix-like.
In origine, COSMIC, era  il nome attribuito a una versione personalizzata di GNOME e realizzata per la distribuzione Pop!_OS. Successivamente è divenuto un vero e proprio ambiente desktop autonomo e scritto da zero in linguaggio Rust dal team di System76.

## Storia
Nel 2021, System76, ha espresso pubblicamente la volontà di creare un nuovo ambiente desktop scritto da zero. Questo ambiente desktop sarebbe stato scritto in Rust e sviluppato per essere simile a GNOME. Tra le ragioni che hanno portato a creare un nuovo ambiente desktop System76 cita le limitazioni offerte dalle estensioni GNOME e i disaccordi nati tra gli sviluppatori GNOME sull'esperienza utente offerta da questo ambiente desktop.
La prima versione alpha, chiamata "Epoch", è stata rilasciata l'8 agosto 2024.

## Caratteristiche
COSMIC è stato creato da zero e non si basa su alcun ambiente desktop esistente. È dotato di un sistema di temi personalizzati e di applicazioni proprie  tra cui un editor di testo, un emulatore di terminale, un file manager, un gestore delle impostazioni e un app store.